# Отис, Джеймс
Джеймс О́тис (англ. James Otis; 5 февраля 1725, Барнстабл, Массачусетс-Бэй — 23 мая 1783, Андовер) — американский адвокат и памфлетист, политический деятель времён Войны за независимость США. Член законодательного собрания от штата Массачусетс. Провозглашенный им принцип «Нет налогам без представительства» стал лозунгом американских патриотов в борьбе за независимость от Великобритании.

## Биография
Джеймс Отис родился в местечке Барнстабл, штат Массачусетс, 5 февраля 1725 года. Джеймс был вторым ребёнком в семье полковника и известного адвоката Джеймса Отиса-старшего и Мери Эллайн, у которых в общей сложности было тринадцать детей. Его сестра Мерси Отис Уоррен также известна как активный участник борьбы за независимость, поэтесса и одна из первых феминисток. В 1743 году Отис заканчивает Гарвард и входит в число лучших адвокатов Бостона. В течение нескольких лет он занимается юридической практикой в Плимуте. В 1755 году Джеймс женился на Рут Каннингем, дочери богатого торговца с приданым более 10 тысяч фунтов. В их браке рождается трое детей — Джеймс, Элизабет и Мери. Известно, что Рут Каннингем была роялисткой и «убеждённой Тори», но это не мешало Джеймсу считать её своей любимой женой. Другом семьи Отис считался философ и экономист Джон Адамс.

## Борьба за права колонистов
В 1760 году Джеймса Отиса назначают контролёром в Морском суде, но он увольняется по собственному желанию, когда его отцу отказывают в обещанной должности Главного судьи в суде штата. Отис, защищая интересы бостонских торговцев, начинает борьбу в Верховном суде против указов о содействии, предписывающих колонистам впускать в свой дом любого представителя метрополии и беспрекословно выполнять все его требования. Так началась борьба колонистов за свои права, в которой большую роль сыграли юристы. В феврале 1761 года Отис на протяжении нескольких часов выступал за отмену исполнительных листов с предписаниями о содействии в городском совете Бостона.
Джеймс Отис обрёл огромную популярность среди патриотов — сторонников независимости и прав колонистов. В 1765 году подавляющим большинством голосов он был делегирован в Конгресс от Массачусетса, где заседал четыре года, пока не стал жертвой уличного преступления. Джеймс Отис был ранен в голову в результате нападения неизвестного преступника и потерял рассудок. Он умер в возрасте 58 лет в 1783 году, когда в него, стоявшего на пороге дома его друга, попала молния.

## «Нет налогов без представительства»
Борьба колонистов за права является важной ступенью к началу Войны за независимость. Благодаря протестам в 1766 году был отменён Акт о гербовом сборе, но прочие дискриминационные законы продолжали
действовать. Основным оружием борьбы против дискриминации было избрано слово. Речи и так называемая памфлетная литература были призваны пробудить негодование среди простых жителей против политики метрополии и направить их на борьбу с Англией. Основным стал лозунг «Нет налогов без представительства», обозначающий позицию Отиса и жителей штатов.
Отис выступал с позиции естественного права, которое, по его мнению, стоит выше королевской власти и обеспечивает равенство жителей колонии и метрополии. Как адвокат, он настаивал на том, что Хабеас Корпус Акт, гарант защиты человека от судебного произвола, и Билль о правах в равной степени должны распространяться и на жителей Америки. В речах и памфлетах он демонстрировал потрясающую эрудицию и образованность.
Известные памфлеты Джеймса Отиса:
- «Права британских колоний, утверждённые и доказанные» (1764)
- «Защита британских колоний» (1765)
- «Рассмотрение от имени колонистов» (1765)

## «Права британских колоний»
Антигербовые памфлеты стали знаковым явлением периода, предшествующего Войне за независимость. В памфлете «Права британских колоний, утверждённые и доказанные», изданном 10 февраля 1764 года, проявляется линия естественного права, присущая будущему американскому конституционализму. Учение о естественных правах возникло в Англии в XVII веке, его основателем считается английский философ Джон Локк.

«Естественное право не есть дело рук человеческих, и не в силах человека исправить или изменить его. Он волен его исполнять и соблюдать, или не подчиняться и нарушать его. Последнее никогда не проходит безнаказанно, даже в этой жизни, если можно считать наказанием для человека ощущение своей развращенности, лишение звания добродетельного и честного человека из-за собственной глупости и злых поступков и получение клейма злодея, или превращение из друга, а, возможно, отца этой нации, в ненасытного льва или тигра.»
 (Д. Отис, «Права британских колоний, утверждённые и доказанные»)